# Đạo luật Công dân, 2019
Đạo luật Công dân (Sửa đổi) năm 2019 (tiếng Anh: Citizenship (Amendment) Act viết tắt CAA), của Quốc hội Ấn Độ đã sửa đổi Đạo luật Công dân năm 1955 cung cấp một con đường đến quốc tịch Ấn Độ cho các dân tộc thiểu số từ Pakistan, Bangladesh và Afghanistan. Các nhóm thiểu số tôn giáo đủ điều kiện được liệt kê là người Ấn giáo, người theo đạo Sikh, Phật tử, tín đồ Kỳ Na giáo, người theo Hỏa giáo và tín đồ Kitô hữu . Người Hồi giáo không được hưởng đủ điều kiện như vậy. Những người thụ hưởng phải vào Ấn Độ vào hoặc trước ngày 31 tháng 12 năm 2014 và phải đối mặt với "đàn áp tôn giáo hoặc sợ bị đàn áp tôn giáo" tại quốc gia gốc của họ. Đạo luật cũng nới lỏng yêu cầu cư trú từ 11 năm đến 5 năm cho những người di cư này.
Đảng Bharatiya Janata cầm quyền đã hứa trong tuyên ngôn bầu cử năm 2014 nhằm cung cấp một ngôi nhà tự nhiên cho những người tị nạn Ấn Độ bị đàn áp. Các chuyến đi của những người tị nạn như vậy đã được báo cáo trên các phương tiện truyền thông. Vào năm 2015, chính phủ đã thông qua các lệnh hợp pháp hóa những người tị nạn như vậy bất kể tài liệu du lịch của họ và cấp cho họ thị thực dài hạn. Theo Cục Tình báo, hơn 30.000 người di cư, hầu hết trong số họ theo đạo Hindu hoặc đạo Sikh, đã được chấp nhận bởi các điều khoản này và có thể sẽ được hưởng lợi từ Đạo luật Công dân sửa đổi.
Đạo luật sửa đổi đã bị chỉ trích ở Ấn Độ và nước ngoài vì vi phạm Hiến pháp thế tục của Ấn Độ và lời hứa bình đẳng của nó theo Điều 14. Một kiến nghị phản đối dự luật đã được ký bởi hơn 1.000 nhà khoa học và học giả Ấn Độ. Đạo luật này cũng bị Ủy ban Hoa Kỳ về Tự do Tôn giáo Quốc tế chỉ trích. Một số nhà phê bình của Đạo luật tin rằng nó hợp pháp hóa sự phân biệt tôn giáo.
Việc thông qua Đạo luật đã gây ra các cuộc biểu tình quy mô lớn ở Ấn Độ. Các nhóm Hồi giáo và các nhóm thế tục đã phản đối cáo buộc phân biệt tôn giáo. Người dân Assam và các quốc gia đông bắc khác tiếp tục phản đối vì sợ rằng những người nhập cư bất hợp pháp không theo đạo Hồi trong khu vực của họ sẽ được phép ở lại.
Một số quốc gia không theo đạo Hồi ở ngoại vi Ấn Độ đáng chú ý vì sự vắng mặt của họ trong dự luật. Người Ấn Độ nói tiếng Tamil từ Sri Lanka, nhiều người định cư hợp pháp tại bang Tamil Nadu của Ấn Độ, không được đề cập; cũng không phải là người Ấn giáo ở Phật giáo Nepal và Bhutan, hoặc người tị nạn Tây Tạng từ Trung Quốc.